# 滇南战役

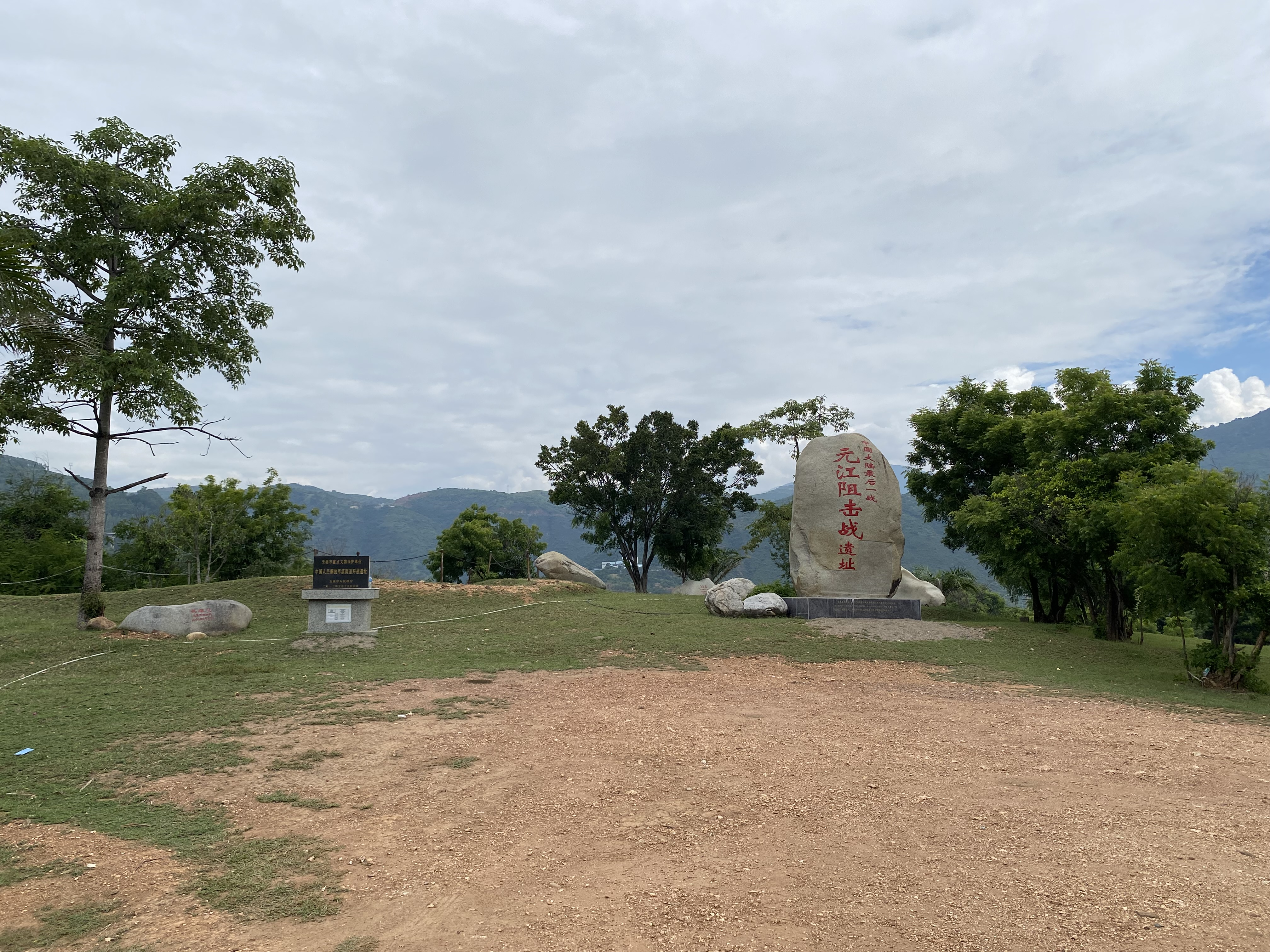
中国人民解放军滇南追歼战遗址

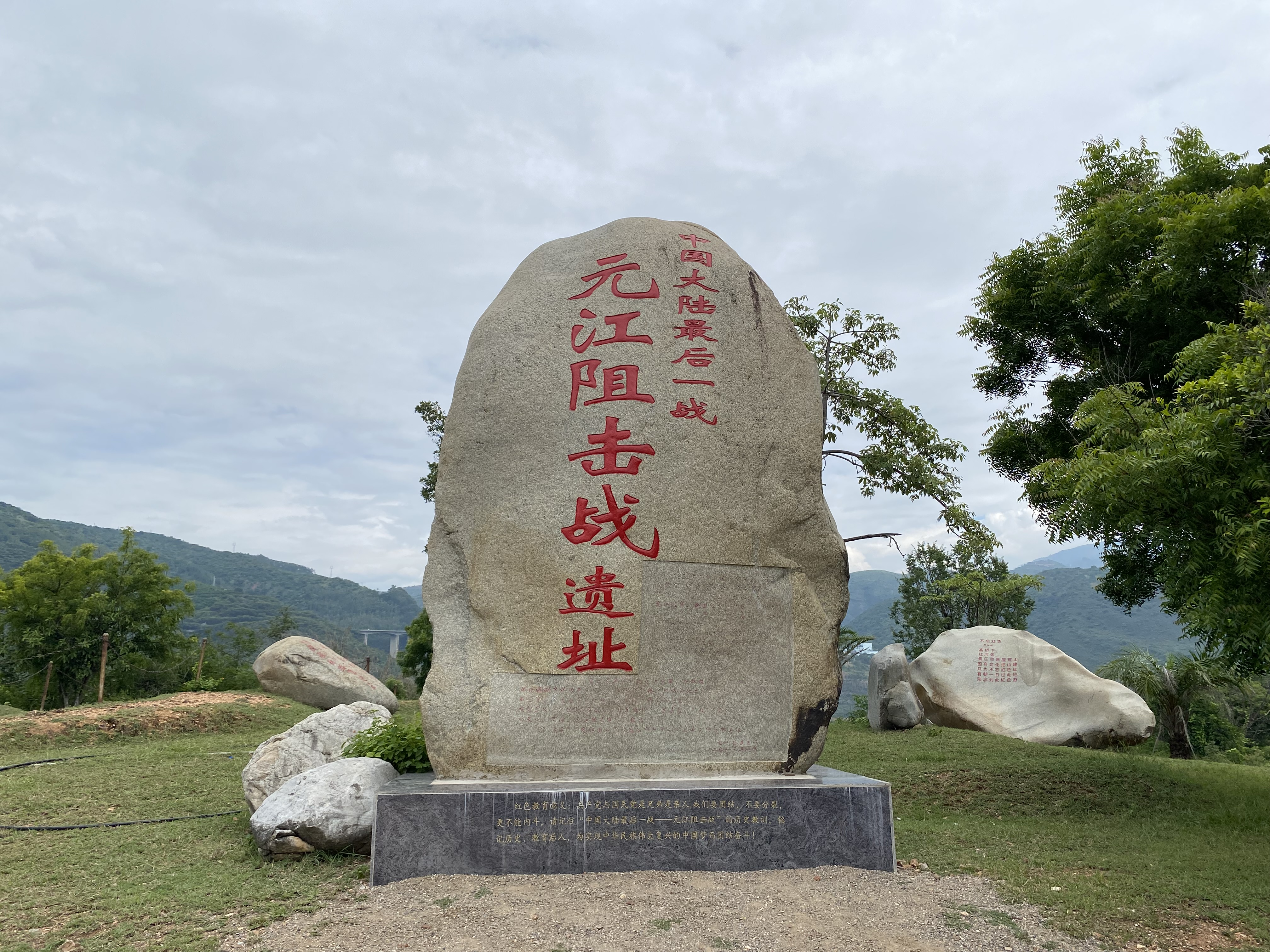
元江阻击战遗址

滇南战役，是1949年12月27日至1950年2月19日，发生在中国云南地区，中国人民解放军同中华民国国军进行的一场战役。解放军最终占领西双版纳，控制云南全境。

## 背景
1949年12月9日，中华民国云南省主席卢汉率第74、第93军于昆明倒戈。但当时云南的國軍势力仍然存在，第8、第26军试图進攻昆明，与西昌国军相呼應。对此，蒋中正十分赞赏，即派陆军副总司令汤尧从台湾飞抵云南，将上述两个军组编为第8兵团，由汤尧兼任司令。12月15日，国军第8兵团两个军分别由沾益、宜良两地前出，并于18日对昆明发起进攻。中国人民解放军第二野战军即令滇桂黔边纵队和卢汉起义部队，进行昆明保卫战。同时，令解放军第五兵团之第49师，乘汽车由滇西向滇东北驰援。22日，解放军第49师进至曲靖、沾益地区歼灭国军一部。国军遂放弃对昆明的进攻，于12月下旬南撤并集结于与越南、老挝、缅甸接壤的边境地区。国军26军位于蒙自、箇舊地区，第8兵团部及第8军位于建水、石屏地区，企图控制蒙自机场及通往国境的道路，伺机由空中或陆路逃往国外或台湾。
中共中央军委提出的以远距离迂回包围消灭国军残余的作战方针。到1949年12月，第四野战军和第二野战军一部，分别由湖南、江西、广东向广西境内进击，结束了围歼白崇禧部的广西战役。同时，第二野战军主力和第一野战军、第四野战军及华北野战军各一部，分别从鄂西、湘南、陕南出击，进行了围歼四川境内胡宗南部的成都战役。这两次战役使白崇禧、胡宗南部队撤逃云南的企图成为泡影，为进行滇南战役创造了良好条件。

## 准备
为歼灭滇南汤尧集团，中共中央军委决定组织滇南战役。除令入滇驰援昆明的第49师暂停前进外，又令位于广西百色、南宁等地的第四野战军第38军主力第114师、第151师和第二野战军第4兵团之第13军，由第4兵团首长统一指挥，立即向云南进军。第4兵团决心采取远距离迂回包围。具体部署：以第13军（第37、第38师为第一梯队，第39师为第二梯队）经百色、富宁、砚山、文山向开远、蒙自方向兼程急进，首先夺占蒙自机场，断国军空中逃路；以第114、第151师及滇桂黔边纵队第1支队经富宁、支山直插马关、河口、金平，切断国军陆上逃路；滇桂黔边纵队以积极的行动配合主力作战，聚歼国军于云南境内。
1950年1月1日，各参战部队相继按指定方向兼程急进。左路第114、第151师和边纵第1支队出发后，沿中越边境山岳丛林地带连续疾进500余公里，先头于11日进至河口地区，控制了国军向国外逃跑的陆上主要通道；右路第13军一梯队第37、第38师出发后，行程900余公里，先头于13日进至砚山及其以东地区。至此，解放军部署己基本形成。

## 过程

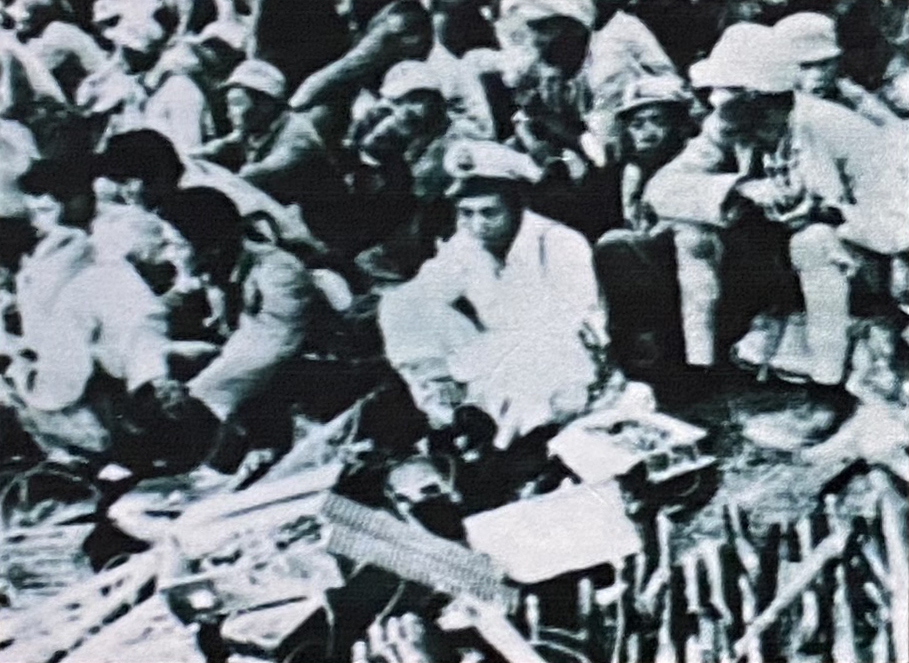
滇南追歼战中俘虏的国民党官兵

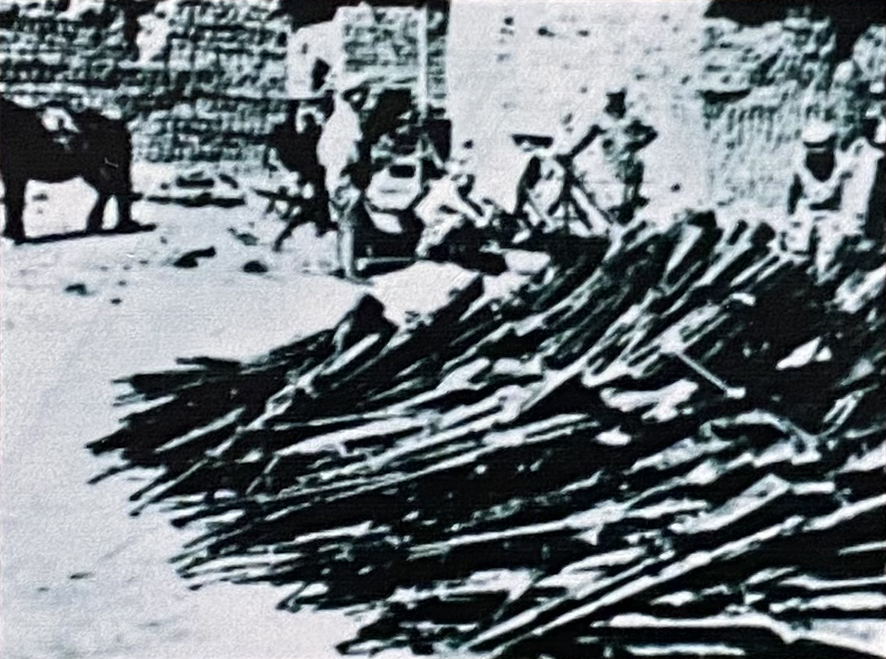
滇南追歼战中缴获的国军武器

为了防止被歼，汤尧集团开始做逃跑的准备。国军第26军全部退集蒙自地区，利用蒙自机场开始向国外空运眷属和重要物资，并在蒙自东北的鸣鹫街派出1个团的警戒部队掩护空运。国军第8军也似有东移迹象。为防国军逃跑，解放军第37师第一梯队先在不等主力到达前，即大胆迂回，迅速隐蔽地绕过国军警戒部队，于15日夜，突然向蒙自机场发起攻击。至次日清晨，占领了机场，国军第92师一部被灭，1,200余人被俘，缴获飞机2架、战防炮和山炮11门，及大量枪支弹药和待运军用物资，切断了国军空中逃路。这时，解放军第37、第38师主力陆续赶到，首先攻占蒙自县城，尔后由第38师派出2个团，在边纵部队第1支队1个团协同下，向蒙自东北进击，围歼了鸣鹫街国军警戒团，继而转兵向西继续进击，于17日在开远东侧之大庄地区歼灭国军一部。与此同时，解放军第114师在边纵第1支队1个团协同下，突然攻占了红河下游的主要渡口曼耗，歼灭国军4个工兵连，控制了浮桥，并乘胜向红河上游地区机动；第151师解放了曼耗以东的屏边，主力进至蒙自南侧，完全切断了国军南逃出境的陆上通道，并与右路解放军形成了对开远、箇舊、建水国军的钳击之势。解放军这一突然行动，取得了战役的主动权，为全歼滇南地区国军创造了良好条件。
18日，国军第26军开始向西逃窜，第8兵团部及第8军则向南退逃。解放军第4兵团即令各参战部队抓住战机，大胆追击围歼国军。截至19日，解放军各追击部队先后推进至箇舊、鸡街、金平及金平以北地区与国军主力接触，尔后大胆楔入国军纵深实施迂回包围，歼灭国军第26军军直、第93师、第161师各一部，第193师残部和第8军第237师大部。国军第8军副军长田仲达见逃跑无望，在建水以东率部2,000余人向解放军边纵部队第10支队投诚。
21日，解放军进占建水、石屏，控制了箇舊至石屏铁路全线。这时，国军司令汤尧率其兵团部和第8军主力第42、第170师、教导师和第3师1个团近2万人，向石屏西南元江方向逃跑。鉴于石屏至元江一带高路窄，不适宜解放军大部队作战，第四兵团以营或团为单位，大胆对解放军进行多路追击。解放军第37师之第109团第2营，追击至营盘山附近地区，与国军后卫部队接触，为防止国军脱逃，该营以1个连伪装国军，利用夜暗抢占了营盘山制高点，将国军拦腰斩断，尔后全营分路向国军出击，歼灭国军1,700余人。此时，逃到元江附近地区的国军，在解放军边纵部队西进支队的截击下，除前卫第170师和教导师一部通过元江铁索桥西逃外，国军教导师主力和第3师第9团纷纷向解放军投诚。
22日下午，国军第8兵团司令汤尧率其兵团部和第42师逃至元江东岸地区，计划渡河西逃，解放军第109团第6连，依托有利地形进行了顽强阻击。23日，解放军担任追击和迂回的各路部队相继赶到，并立即对国军形成合围。24日拂晓，各部队对被围国军发起总攻，第8兵团司令汤尧率残部实施多次反扑和突围，但均被解放军击退。在穿插围歼战斗中，解放军第109团第2营1个班歼灭国军800余人；第110团第1、第2连，分别活捉了陆军副总司令汤尧和第8军军长曹天戈。在搜捕时，刚从昆明赶到的解放军边纵部队和卢汉起义部队也加入战斗，为继续追歼西逃残国军第170师等，解放军第13军由第37师师长和一名副师长各率一部兵力，在边纵部队第9支队配合下，于24日夜分南北两路乘胜向西进击。
经过8天的强行军，解放军于2月4日在镇沅西北追上了国军，并连夜急进90公里，迂回到撤退中的国军前面，在勐统附近地区对撤逃国军形成包围。在解放军攻击之下，7日，国军第170师师长孙进贤率残部2,400余人向解放军投降。与此同时，解放军边纵第9支队和卢汉起义部队2个团，在墨江地区也迫使国军教导师残部1,000人投降。2月16日，解放军执行南路追击任务的部队，在澜沧江以西临近中缅边境的南桥地区，歼灭了国军第8兵团最后一股流散的官兵500余人。19日，解放军攻占打洛，进而占领整个西双版纳地区。至此，滇南战役胜利结束。

## 后续
在第八兵团被歼灭时，第八軍第二三七師709團長李國輝率領約千人突圍逃出，但最後僅殘存600多人。3月，李國輝團長的600多人自雲南、廣西、貴州南部退至緬甸境內，在孟棒與第二十六軍第九十三師第二七八團副團長譚忠的部隊約800多人會合，共約1,500人，成为泰缅孤军最早的起源。

## 战斗序列
攻方：中国人民解放军第四兵团，司令员兼政治委员陈赓
- 第二野战军第四兵团第13军，军长周希汉、政委刘有光
  - 第37师
  - 第38师
  - 第39师
- 第四野战军第38军，军长李天佑、政委梁必业
  - 第114师
  - 第151师
- 滇桂黔边纵队
  - 第1支队
  - 第9支队
  - 第10支队

守方：中华民国国军第八军团
- 第8军
  - 第3师
  - 第170师
  - 第237师
  - 第42师
  - 教导師（後改稱為第237師）
- 第26军
  - 第93师
  - 第161师
  - 第173师
  - 第193师